# Sulphur (Oklahoma)
Sulphur est une ville de l'Oklahoma, située dans le comté de Murray, aux États-Unis.

## Source
- (en) Cet article est partiellement ou en totalité issu de l’article de Wikipédia en anglais intitulé « Sulphur, Oklahoma » (voir la liste des auteurs).